# 單親爸爸JOKER
《單親爸爸JOKER》是「DC×Morning共同企劃」的第2彈漫畫作品，由宮川智擔任原作、後藤慶介擔任作畫。於講談社《Morning》2021年第6號至2023年第18號連載。第一冊單行本於2021年6月23日發售，共發行3冊單行本。

## 概要
蝙蝠俠正一如往常地在高潭市與小丑戰鬥著，不料意外掉進了化學儲存槽中，浮起來的蝙蝠俠竟變成了小嬰兒。小丑為了打敗「正義」以證明「邪惡」，決定將嬰兒蝙蝠俠扶養成正義的英雄。

## 製作
2019年秋季，DC漫畫的代表造訪講談社商討合作事宜。在會議中曾有過「如《聖☆哥傳》般讓超人與蝙蝠俠一起住在立川」或者「如《美少女戰士》般存在5個蝙蝠俠」等胡來的提案。最後《單親爸爸JOKER》以「小丑扶養小孩」為發想正式定案。

## 出版書籍

### 漫畫
| 冊數 | 講談社        | 講談社                 |
| 冊數 | 發售日期      | ISBN                   |
| ---- | ------------- | ---------------------- |
| 1    | 2021年6月23日 | ISBN 978-4-06-523678-9 |
| 2    | 2022年2月22日 | ISBN 978-4-06-526664-9 |
| 3    | 2023年4月21日 | ISBN 978-4-06-531745-7 |

## 外部連結
- 《Morning》漫畫連載網站 （页面存档备份，存于）
- 《Comic Days》漫畫連載網站 （页面存档备份，存于）
- 單親爸爸JOKER的X（前Twitter）